# アグスティン・カノッビオ
アグスティン・カノッビオ・グラビス（Agustín Canobbio Graviz, 1998年10月1日 - ）は、ウルグアイ・モンテビデオ県モンテビデオ出身のプロサッカー選手。ウルグアイ代表。アトレチコ・パラナエンセ所属。ポジションはミッドフィールダー。

## 経歴

### クラブ
2016年シーズンに国内リーグのフェニックスのトップチームに昇格し、8月31日のセロ戦でプロデビュー。2017年4月9日のボストン・リーベル戦で、プロ初ゴールを決めた。
2018年1月1日、ペニャロールと契約。4月9日のランブラ・ジュニアーズ戦では、例を見ないスーパーゴールを決めたことが話題となった。2シーズン所属し、60試合出場3ゴールを記録し、2019年シーズン終了後に退団。フェニックスに復帰した。

### 代表
2017年に南米ユース選手権でのU-20ウルグアイ代表として出場し優勝。優勝候補と目された2017 FIFA U-20ワールドカップでは全7試合に出場し、主力として活躍するも、準決勝でベネズエラに敗れ、4位に終わった。
2022年1月27日、FIFAワールドカップ・南米予選のパラグアイ戦でA代表初出場。
2024年6月8日、コパ・アメリカ2024に出場するウルグアイ代表メンバーに選出された。

## 代表歴

### 出場大会
- ウルグアイ代表
  - 2022 FIFAワールドカップ

### 試合数
- 国際Aマッチ 10試合 1得点（2022年-）[6]

| ウルグアイ代表 | 国際Aマッチ | 国際Aマッチ |
| 年             | 出場        | 得点        |
| -------------- | ----------- | ----------- |
| 2022           | 4           | 0           |
| 2023           | 6           | 1           |
| 2024           |             |             |
| 通算           | 10          | 1           |